# Иконка (графический интерфейс)
Значок, или иконка (от англ. icon) — элемент графического интерфейса, небольшая картинка, обозначающая приложение, файл, каталог, окно, компонент операционной системы, устройство и т. п. Щелчок мышкой или другим указательным устройством ввода на иконке запускает соответствующее действие (происходит запуск приложения, открытие файла и т. д.).
Иконка программы/данных, содержащая только ссылку на эту программу/данные, в русской терминологии именуется «ярлыком».

## Типы иконок
Как правило, иконки представляют собой растровые или векторные картинки квадратного формата стандартных размеров.
В операционных системах Microsoft Windows наиболее употребимы размеры иконок со стороной 16, 32, 48 и 256 пикселов. В различных средах также используются иконки с размером 24, 40, 60, 72, 92, 108, 128 пикселов и другие. С ростом разрешения мониторов современные операционные системы включают поддержку всё более крупных размеров иконок: до 256×256 для Windows 10, до 512×512 для macOS.
Обычно файл иконки содержит в себе несколько отдельных изображений различных размеров и с различным количеством используемых цветов. Например, иконка для операционной системы Windows XP, изготовленная по рекомендациям фирмы Microsoft, содержит в себе 9 отдельных изображений. Это связано с тем, что при автоматизированном уменьшении растрового изображения оно теряет резкость, а при увеличении — детализацию. Это особенно заметно, когда уменьшению или увеличению подвергаются изображения маленького размера, характерные для иконок. Поэтому трудоёмкость изготовления полного комплекта высококачественных изображений для растровой иконки довольно высока. Эта проблема решается при использовании векторных иконок (например, в формате SVG). Использование векторных иконок пока невозможно в Windows или Mac OS X, но уже поддерживается операционной системой Linux.
Многие современные среды и приложения умеют задавать иконки по умолчанию. Иконка для приложения выбирается стандартной, для файла — в зависимости от типа файла (часто берётся иконка приложения, обрабатывающего этот файл по умолчанию). Иногда иконки для графических файлов получаются из содержимого самого файла (например, уменьшенная копия изображения, англ. thumbnail). Некоторые продвинутые интерфейсы умеют делать то же и для неграфических файлов (документов, презентаций). Не все иконки статичны. Например, иконка, представляющая связь с Интернетом, может наглядно показывать, идёт ли в данный момент передача данных, иконка диспетчера задач — показывать загрузку процессора и т. д.
Веб-сайты также могут иметь иконки, отображаемые в адресной строке и в закладках браузера. Такие иконки изготовляются по технологии favicon.

## Независимое создание значков
Те значки, которые уже́ включены в операционную среду, не всегда удовлетворяют вкусам и потребностям пользователей, поэтому появилось множество независимых художников и целых творческих групп, специализирующихся на создании новых значков — как отдельных, так и целых серий в единой стилистике или единой тематике.
Существуют программы-редакторы, позволяющие заменять значки, встроенные в EXE-файлы для Windows (например, Resource Hacker или Resource Tuner).

## История названия
В английском языке подобные графические элементы пользовательского интерфейса называются словом «icon» (образ, символ, икона).
Специалисты Microsoft, профессионально занимающиеся переводом программного обеспечения на русский язык, в качестве перевода этого термина предпочли слово «значок». Слово «пиктограмма» было отвергнуто ими из-за излишней длины, а вариант «иконка» вызывал опасения как задевающий религиозные чувства.
Именно термин «значок» используется в настоящее время для обозначения картинок в интерфейсе пользователя русскими версиями ПО от Apple и Microsoft.